# لغة حرة النسق
في برمجة الكمبيوتر ، اللغة حرة النسق هي لغة برمجةلا يكون فيها موضع الأحرف والعلامات بالصفحة الخاصة بنص البرنامج واضحا. نص البرنامج لا يحتاج وضعه في أعمدة محددة كما في رموز البطاقات المثقوبة القديمة، وفي الغالب تكون نهايات الأسطر غير واضحة. المسافات البيضاء Whitespace تستخدم في تحديد عدد الرموز وليس لها أي دلالة أخرى.
وتنحدر الكثير من لغات النسق الحر من ألجول Algol والتي تتضمن لغات سي (لغة برمجة) وباسكال (لغة برمجة) وبيرل. كما أن لغات ليسب LISP حرة النسق أيضا على الرغم من أنها لا تنحدر من ألجول Algol. و لغة ري أكس أكس حرة النسق إلى حد ما برغم أنه في بعض الحالات تكون المساحة البيضاء مشغل تسلسلي
معظم لغات النسق الحر هي أيضا لغات برمجة مهيكلةوالتي يعتقد في بعض الأوقات بأنها تتماشى مع تركيبة النسق الحر. وقد استعانت لغات البرمجة الأمريةالسابقة مثل فورتران 77 بأعمدة خاصة لأرقام السطور والتي لا تستعين بها ولا تحتاج إليها العديد من اللغات الهيكلية. ومع ذلك فهناك لغات هيكلية ليست حرة النسق مثل بايثون حيث يكون مستوى المسافة البائدة لكل سطر أمر هام.